# 유수상
유수상(1967년 12월 10일 ~ )은 대한민국의 전직 축구 선수 출신 축구 지도자이다. 현역 시절 포지션은 미드필더였다. 현재 유원대학교의 축구부 감독을 맡고 있다.

## 선수 경력
유수상은 1990시즌을 앞두고 대우 로얄즈에 입단했다. 1990년 4월 15일 현대 호랑이와의 경기에서 프로 데뷔전을 치렀다. 1990년 6월 6일 현대 호랑이와의 경기에서 프로 데뷔골을 기록했다.

## 지도자 경력
선수 은퇴 후 국내에서 지도자 수업을 받고 프랑스에 유학을 다녀왔다. 2003년 새로 창단하는 주엽공업고등학교 축구부의 감독으로 선임되었다.
이후 유원대학교 축구부 감독으로 자리를 옮겼다.